# Dits (espeleotema)
Els dits són un tipus d'espeleotema consistent en formes de calcita, que recorden els dits, que se solen trobar penjats verticalment en les parets i cornises de l'interior dels gours i d'altres llocs amb aigua a les coves. Les seves dimensions són petites, entre 1,5 i 20 mm, si bé se n'han descrit que assoleixen els 50 cm.
La seva formació té lloc en condicions subaquàtiques i habitualment sota les cornises dels gours, amb les quals comparteixen el color.